# Grabenstraße (Trier)
Die Grabenstraße ist eine Straße in der Trierer Innenstadt. Sie verläuft vom Hauptmarkt einige hundert Meter Richtung Süden, bis sie sich in Palaststraße und Brotstraße gabelt. Die Straße ist eine der wichtigsten Geschäftsstraßen in Trier.

## Geschichte
Der Name leitet sich vom Mauergraben des von Erzbischof Ludolf von Trier errichteten Domberings (siehe Domfreihof) ab. Der Name „supra fossatum“ ist seit etwa 1140 belegt.
Seit dem 14. Jahrhundert war die Ostwand der Straße durch sogenannte „Gädemcher“, also offene Verkaufsstände, geprägt.
Nach den Luftangriffen auf Trier im Zweiten Weltkrieg zählte die Straße zu den am stärksten bombardierten Straßenzügen der Stadt. Es blieben, abgesehen von ein paar Kellern, nur ein Giebelhaus und die östliche Front der Gangolfskirche erhalten.

## Architektur

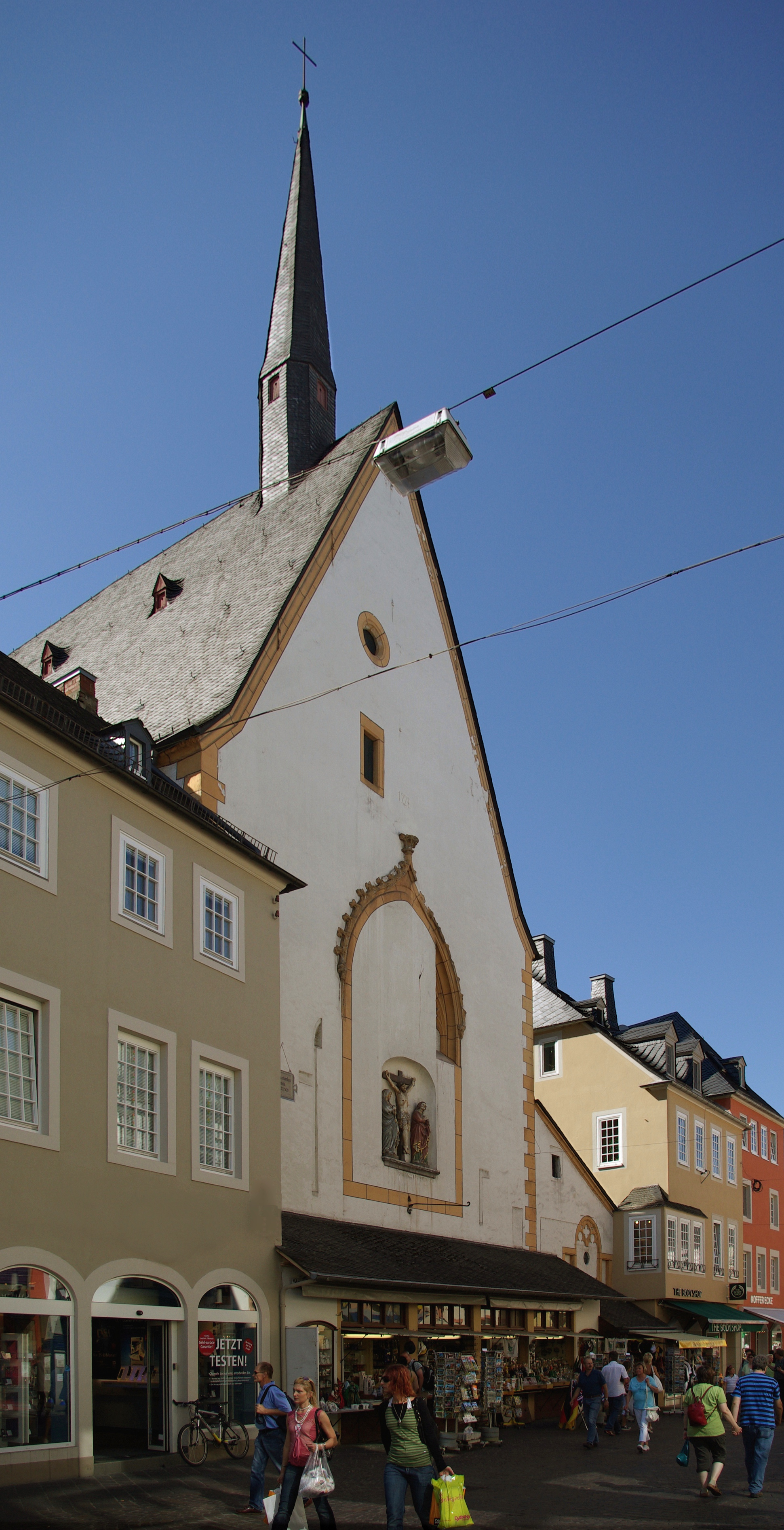
Ostgiebel der Kirche St. Gangolf mit angebauten Läden, „Gädemcher“ genannt

In der Straße gibt es mehrere Kulturdenkmäler. Aufgrund der starken Zerstörung der Gebäude im Zweiten Weltkrieg stehen vor allem historisch bedeutsame und noch erhaltenen Kellergewölbe unter Denkmalschutz. Erwähnenswert ist auch die gut erhaltene gotische Säule im Keller von Hausnummer 8. Die meisten der im Krieg zerstörten Gebäude datierten auf das 18. Jahrhundert. Zwei besonders herausragende ehemalige Gebäude an der Straße sind im Folgenden näher beschrieben.

### Hausnummer 2
Unter diesen Gebäuden ist vor allem das Bürgerhaus von Johann Christian Wolff an der Grabenstraße 2 zu erwähnen. Es wurde 1822 errichtet. Es stach besonders durch seine Simsgestaltung mit Lünetten hervor. Kennzeichnend war auch die Gestaltung des Dachüberstandes mit Rosetten und Kassettierungen, wie sie nur bei zwei weiteren Gebäuden in Trier vorkommt (Neustraße 15 und Simeonstraße 54). Über die originale Gestaltung des Erdgeschosses ist nur noch wenig bekannt, da es 1880 umgestaltet wurde. Das Haus gehörte dem Kaufmann Victor Mathis.

### Hausnummer 18
Eine ähnliche historische Bedeutung hatte das Haus in Grabenstraße 18. Es wurde 1794 erbaut und hat trotz seines steilen Walmdaches, dreier Geschosse und der quadratischen Fassade einen vergleichsweise barocken Charakter, denn es ist mit gequaderten Ecklisenen, geohrten und faszettierten Fenstergewänden mit umlaufendem Astragalschmuck verziert. Hier kann man daher auch den seinerzeit beginnenden Klassizismus erkennen, aber es ist dennoch keine Weiterentwicklung wie im Haus in der Brückenstraße 27 aus dem Jahr 1782 zu sehen.